# Vaterländischer Frauenverein Düren
Der Vaterländische Frauenverein Düren war eine Zweigstelle des Vaterländischen Frauenvereins (VFV), der von der preußischen Königin (späteren deutschen Kaiserin) Augusta 1866 gegründet worden war.
Der Verein verfolgte die Ziele, „in Kriegszeiten alle zur Fürsorge für die im Felde Verwundeten und Erkrankten dienenden Einrichtungen zu fördern und zu unterstützen.“
Die Zweigstelle in Düren entstand 1871/72. 1898 schenkte das Industriellenehepaar Agnes und Eberhard Hoesch dem Verein ein Haus in der Holzstraße 3–5 als Vereinsheim. (Das Haus steht heute -2017- noch) Agnes Hoesch war bis zu ihrem Tode 1903 langjährige Vorsitzende des Verein. Sie hinterließ ihm 150.000 Mark. 
Da nach dem Deutsch-Französischen Krieg 1870/71 fast 40 Jahre Frieden war, musste sich der Verein weitere Aufgaben setzen, damit er bestehen bleiben konnte. Er machte sich jetzt auch die Beseitigung außerordentlicher Notstände zu eigen. So sollten auf einem von den Eheleuten Hoesch geschenkten Grundstück in der Rurstraße Muster-Arbeiter-Häuser entstehen. Nach dem Beginn des Ersten Weltkrieges kamen innerhalb des ersten Jahres 253.000 Mark an Spenden etc. zusammen. Der Verein betrieb am Dürener Bahnhof eine Erfrischungsstelle für durchfahrende Truppen. Die Betreuung von Kriegslazaretten und Lazarettzügen war eine der Hauptaufgaben des Vaterländischen Frauenvereins.